# Chuen Lo Kok Tsui
Chuen Lo Kok Tsui (kinesiska: 串螺角咀) är en udde i Hongkong (Kina). Den ligger i den nordöstra delen av Hongkong.
Terrängen inåt land är kuperad åt sydväst, men åt nordost är den platt. Havet är nära Chuen Lo Kok Tsui åt nordost.  Närmaste större samhälle är Sai Kung, 11,7 km sydväst om Chuen Lo Kok Tsui. 